# Hlína
Hlína är en ort i Tjeckien.   Den ligger i regionen Södra Mähren, i den sydöstra delen av landet, 180 km sydost om huvudstaden Prag. Hlína ligger 420 meter över havet och antalet invånare är 246.
Terrängen runt Hlína är platt åt nordost, men åt sydväst är den kuperad. Hlína ligger uppe på en höjd. Runt Hlína är det ganska tätbefolkat, med 120 invånare per kvadratkilometer. Närmaste större samhälle är Brno, 16,0 km nordost om Hlína. Trakten runt Hlína består till största delen av jordbruksmark.